# Puchar BVA mężczyzn (2012)
Puchar BVA mężczyzn 2012 – rozgrywki o puchar krajów bałkańskich organizowane przez Balkan Volleyball Association (BVA). Odbyły się w dniach 21–23 września 2012 roku w Baia Mare w Rumunii.
Wzięły w nich udział trzy zespoły, które rozegrały ze sobą systemem kołowym po jednym spotkaniu.
W rozgrywkach zwyciężył turecki klub İstanbul Büyükşehir Belediyesi, który wygrał wszystkie spotkania. Decyzją Europejskiej Konfederacji Piłki Siatkowej (CEV) uzyskał on możliwość startu w sezonie 2012/2013 w Pucharze Challenge.

## Drużyny uczestniczące
| | Puchar BVA 2012                |  |
| --- | ------------------------------ |  |
| ŞTI | Știința Explorări Baia Mare    |  |
| PBE | Partizan Termoelektro Belgrad  |  |
| IBB | İstanbul Büyükşehir Belediyesi |  |
| Oznaczenia: - kolumna pierwsza – skróty nazw drużyn wpisane na mapie (jeśli ta została zamieszczona), - kolumna trzecia – miejsce zajęte przez daną drużynę w poprzednim sezonie. |                                |  |

## Hala sportowa
| Sala polivalentă "Lascăr Pană" |
| ------------------------------ |
| Baia Mare                      |
| Pojemność: 2060                |

## Tabela
| Lp. | Drużyna                        | Pkt | Mecze | Mecze   | Mecze   | Sety | Sety | Sety  | Małe punkty | Małe punkty | Małe punkty |
| Lp. | Drużyna                        | Pkt | M     | W (3:2) | P (2:3) | wyg. | prz. | ratio | zdob.       | str.        | ratio       |
| --- | ------------------------------ | --- | ----- | ------- | ------- | ---- | ---- | ----- | ----------- | ----------- | ----------- |
| 1   | İstanbul Büyükşehir Belediyesi | 6   | 2     | 2 (0)   | 0 (0)   | 6    | 1    | 6.000 | 172         | 133         | 1.293       |
| 2   | Partizan Termoelektro Belgrad  | 2   | 2     | 1 (1)   | 1 (0)   | 4    | 5    | 0.800 | 188         | 195         | 0.964       |
| 3   | Știința Explorări Baia Mare    | 1   | 2     | 0 (0)   | 2 (1)   | 2    | 6    | 0.333 | 148         | 180         | 0.822       |

Źródło: balkanvolleyball.org
Punktacja: 3:0 i 3:1 – 3 pkt; 3:2 – 2 pkt; 2:3 – 1 pkt; 1:3 i 0:3 – 0 pkt
Zasady ustalania kolejności: 1. liczba punktów; 2. stosunek setów; 3. stosunek małych punktów; 4. bilans w bezpośrednich meczach

## Wyniki spotkań
| Data  | Godzina | Drużyna 1                      | Wynik | Drużyna 2                      | Set 1 | Set 2 | Set 3 | Set 4 | Set 5 | Raport |
| ----- | ------- | ------------------------------ | ----- | ------------------------------ | ----- | ----- | ----- | ----- | ----- | ------ |
| 21.09 | 17:00   | İstanbul Büyükşehir Belediyesi | 3:1   | Partizan Termoelektro Belgrad  | 25:19 | 25:20 | 22:25 | 25:19 |       |        |
| 22.09 | 17:00   | Partizan Termoelektro Belgrad  | 3:2   | Știința Explorări Baia Mare    | 20:25 | 20:25 | 25:23 | 25:16 | 15:9  |        |
| 23.09 | 17:00   | Știința Explorări Baia Mare    | 0:3   | İstanbul Büyükşehir Belediyesi | 18:25 | 16:25 | 16:25 |       |       |        |

## Klasyfikacja końcowa
| Lp.                        | Drużyna                        |
| -------------------------- | ------------------------------ |
| 1                          | İstanbul Büyükşehir Belediyesi |
| 2                          | Partizan Termoelektro Belgrad  |
| 3                          | Știința Explorări Baia Mare    |
| Puchar Challenge 2012/2013 |                                |